# فرانسيسكو فيراري
فرانسيسكو فيراري (بالإيطالية: Francesco Ferrari)‏ هو سياسي إيطالي، ولد في 15 أكتوبر 1905 في كازارانو في إيطاليا، وتوفي في 4 أغسطس 1975. حزبياً، نشط في الحزب الديمقراطي المسيحي الإيطالي. وقد انتخب عضو مجلس الشيوخ الإيطالي.